# Smolajny
Smolajny (Duits: Schmolainen) is een dorp in de Poolse woiwodschap Ermland-Mazurië. De plaats maakt deel uit van de gemeente Dobre Miasto en telt 720 inwoners.